# Jean-Victor Castor
Jean-Victor Castor (Guayana Francesa, 21 de abril de 1962) es un político francés que se desempeña actualmente como diputado representante del primer distrito electoral de la Guayana Francesa, habiendo resultado electo en las elecciones legislativas de 2022. Es miembro del Movimiento de Descolonización y Emancipación Social (MDES), partido independentista. Sucedió a Lénaïck Adam, miembro de La République En Marche!

## Biografía
Castor nació en Sinnamary, Guayana Francesa, el 21 de abril de 1962. Hijo de dos profesores, Castor fue el séptimo hijo de una familia de ocho hijos. Castor estudió en Cayena durante su juventud, y a los 16 años se involucró en el activismo estudiantil. Posteriormente estudió en la Francia metropolitana antes de regresar a Guyana, donde haría campaña por la Unión de Estudiantes Guyaneses (UEG).

## Carrera

### Activismo y periodismo
En 1985 fue uno de los fundadores de Rot Kozé, que se creó poco después de la fundación del Movimiento de Descolonización y Emancipación Social (MDES). Posteriormente, Castor se organizó con el Sindicato de Trabajadores de Guyana y el Movimiento Sindical Unificado. En 2012 asumió como secretario general del MDES.

### Asamblea Nacional de Francia
En las elecciones legislativas de 2022, Castor se postuló para representar el primer distrito electoral de la Guayana Francesa en la Asamblea Nacional. En la primera vuelta de las elecciones quedó en segundo lugar con el 17,30% de los votos, mientras que Yvane Goua de La France Insoumise quedó en primer lugar con el 20,77% de los votos. Como candidato, contó con el apoyo del Nuevo Partido Anticapitalista (NPA).